# Limburg (Bèlgica)
|  | Aquest article tracta sobre la província belga. Vegeu-ne altres significats a «Limburg». |

Limburg és una província de Bèlgica que forma part de la regió de Flandes.

## Història
El 1795 els ocupants francesos van introduir els departaments per a trencar amb els territoris feudals de l'antic règim. Així van crear el departament del Mosa Inferior que cobreix més o menys els territoris de les actuals províncies Limburg Belga i Limburg neerlandès amb Maastricht com capital. Després del Congrés de Viena (1815) el sobirà del Regne Unit dels Països Baixos, Guillem I va mantenir les subdivisions administratives franceses, però va preferir donar-les noms històrics. Tot i que gairebé res del territori formava part de l'antic ducat de Limburg, va anomenar la província Limburg, entre altres per a poder atorgar-se el títol de duc de Limburg.
El 1830 tota la província va esdevenir belga, tret de Maastricht. Després del Tractat de Londres (1839) la província va escindir-se. Hasselt va esdevenir la capital de la part belga. El 1963, després de la fixació de la frontera lingüística belga, els sis nuclis del municipi de Bitsingen van passar a la província de Lieja i els sis nuclis de Voeren van esdevenir limburguesos. De la província actual, només els nuclis Teuven i Remersdaal del municipi de Voeren formaven part de l'antic ducat del mateix nom. La resta de la província prové del principat de Lieja (Sint-Truiden, Tongeren i el comtat de Loon), d'enclavaments del ducat de Brabant (Lommel, Halen) i de terres de la Generalitat (Hoepertingen, Veulen, Rutten, Nerem i Mopertingen).

## Municipis de Limburg

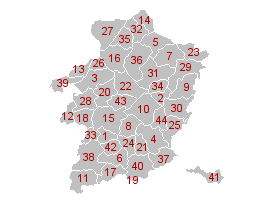
Municipis de Limburg

1. Alken

2. As

3. Beringen

4. Bilzen

5. Bocholt

6. Borgloon

7. Bree

8. Diepenbeek

9. Dilsen-Stokkem 

10. Genk

11. Gingelom

12. Halen

13. Ham

14. Hamont-Achel

15. Hasselt

16. Hechtel-Eksel

17. Heers

18. Herk-de-Stad

19. Herstappe

20. Heusden-Zolder

21. Hoeselt

22. Houthalen-Helchteren

23. Kinrooi

24. Kortessem

25. Lanaken

26. Leopoldsburg

27. Lommel

28. Lummen

29. Maaseik

30. Maasmechelen

31. Meeuwen-Gruitrode

32. Neerpelt

33. Nieuwerkerken

34. Opglabbeek

35. Overpelt

36. Peer

37. Riemst

38. Sint-Truiden

39. Tessenderlo

40. Tongeren

41. Voeren

42. Wellen

43. Zonhoven

44. Zutendaal